# لوکاس گافاروت
لوکاس گافاروت (انگلیسی: Lucas Gafarot؛ زادهٔ ۲۶ سپتامبر ۱۹۹۴) یک بازیکن فوتبال اهل اسپانیا است که به شکل قرضی از بارسلونا در پست دفاع چپ برای باشگاه فوتبال کورنیا در سگوندا دیویژن بی بازی می‌کند.
از باشگاه‌هایی که در آن بازی کرده‌است می‌توان به باشگاه فوتبال بارسلونا و باشگاه فوتبال بارسلونا بی اشاره کرد.